# さすらいの旅路 (テレビドラマ)
『さすらいの旅路』（さすらいのたびじ）は、1977年4月19日から同年7月26日まで日本テレビ系列の『火曜劇場』（毎週火曜22:00 - 22:54）で放送されたテレビドラマ。全15回。

## 概要
アレクサンドル・ビゾンの著作『マダムX』を翻案し、製作した作品。貧しい針子のヒロイン・涼子が政界の名門家・大谷家に嫁ぎ、結婚式では肩身が狭かったながらも幸せをつかんだが、それも束の間、かつて10代の頃に夏祭りの夜に涼子を犯した男・北代良智の死亡事故に係わったことから、一族の名誉を重んじる姑に日本を追い出される形で、アメリカで愛児・英や夫・秀一の面影を抱きながら放浪、やがて身を売ってアルコール中毒、麻薬中毒となるまでに転落、日本に帰ってからは同じ麻薬中毒の日高と同棲し付きまとわれながら悲惨な生活を送った。そして日高は涼子が秀一の元妻と知って一儲けを企み、遂には涼子は日高を射殺。涼子は法の裁きを受けるが、その前に弁護士として立ったのは成人した実子・英だった…。
- 本作は『心の旅路』より続く、佐久間良子主演による『女の旅路シリーズ』第二作[3]。火曜劇場5周年記念作品として放送された[4]。
- ヒロインの17歳から47歳までの物語を描き、第1話では17歳、21歳、47歳の3つの姿を一度に見せていた[5]。
- シアトル、ポートランド、ニューポートのアメリカ合衆国西海岸地域で約2週間に亘ってロケを行い、ほぼ全話分のアメリカのシーンをこのロケで収録した[5]。
- 第8話で時代が7年流れ、更に第12話で時代が10年以上流れたという設定となっている。
- 本作は好評につき、全14話の予定が1話延長された[6]。

## キャスト
- 涼子：佐久間良子
- 大谷秀一：児玉清
- 北代良智：大出俊
- 大谷哲朗：小野寺昭 - 秀一の弟で、レーサー
- 由紀：田島令子
- 美沙子：佐藤友美 - 秀一の後妻
- 大谷英（秀一の息子）：須田圭一 → 遠藤義徳 → 中島久之
- 日高：綿引洪
- 村上雅人：高橋昌也 - 航空会社のシアトル駐在員
- 村上春夫：上村和也 - 村上雅人の一人息子
- 大谷綾（姑）：宝生あやこ
- 沢田亜矢子
- 中村伸郎
- 宮内順子
- 中条郷子
- 正司照江
- 勝部演之
- 丘さとみ（第8話ゲスト）
- 森章二（第11話ゲスト）
- 庄司永建（第15話ゲスト）

## スタッフ
- 企画：山本時雄
- 原作：アレクサンドル・ビゾン『マダムX』
- 脚本：寺内小春
- 演出：野末和夫
- 音楽：牧野由多可
- 制作：日本テレビ

## 主題歌・挿入歌
- 主題歌「径程」（歌：沢田亜矢子）
  - 作詞：杉山政美／作曲：山本寛太郎／編曲：服部克久

- 挿入歌「愛の残像」（歌：沢田亜矢子）
  - 作詞・作曲：山本寛太郎／編曲：服部克久